# Mijaíl Yánguel
Mijaíl Kuzmich Yánguel (en ucraniano: Михайло Кузьмич Янгель, en ruso: Михаил Кузьмич Янгель; 25 de octubrejul./ 7 de noviembre de 1911greg.-25 de octubre de 1971) fue diseñador jefe de misiles en la Unión Soviética.

## Biografía
Yánguel nació en Zyriánova, en la Gobernación de Irkutsk, Imperio ruso. En 1926, se mudó a Moscú para reunirse con su hermano mayor Konstantín. Trabajó en una fábrica textil, pero consiguió ser admitido en el Instituto Aeronáutico de Moscú en 1931. Se graduó en 1937 y empezó a trabajar con Nikolái Polikárpov. 
En 1938, fue a los Estados Unidos, donde aprendió los métodos de fabricación de aeronaves. Al regresar a Rusia, fue nombrado ayudante de Polikárpov, y en 1940 director adjunto de la fábrica de Polikárpov en Novosibirsk. En marzo de 1944, pasó a trabajar en la oficina de diseño de Mikoyán, y en enero de 1945 fue nombrado ingeniero principal de la oficina de diseño de Miasíshchev.
El 12 de abril de 1950, se lo nombró jefe de la sección de sistemas de guía de proyectiles balísticos. Como socio de Serguéi Koroliov, preparó un centro de investigación de cohetes en Dnipropetrovsk, Ucrania. La planta utilizaba equipo saqueado de las plantas alemanas de Porsche y BMW para la producción de cohetes R-1 (copia soviética del cohete V-2), siendo completada en junio de 1952. Esta planta más adelante formó la base de su propia oficina de diseño OKB-586 en 1954.
La instalación de Yánguel servía para fabricar en serie y desarrollar los proyectiles balísticos intercontinentales (ICBM) en el área en la que Yánguel era un pionero: la de los combustibles hipergólicos almacenables. Su oficina diseñó el R-12 Dvina, R-16 y R-36 adaptados como vehículos de lanzamiento, conocidos como Cosmos, Tsyklón y Dnepr respectivamente, que todavía se encuentran en uso. Yánguel evitó por poco la muerte durante el desarrollo del R-16 debido a la catástrofe de Nedelin.
Tuvo un papel de base en el esfuerzo espacial soviético, cuando su oficina se encargó del alunizador LK que debía hacer descender a un cosmonauta en la Luna. El LK voló en tres misiones no tripuladas en 1970-1971. Yánguel murió en Moscú poco después, en 1971, al culminar estos tres vuelos del LK, sabiendo que había hecho su parte para el programa.
Su organización siguió siendo la única encargada de proveer los ICBM pesados para la Unión Soviética. Después de la disolución de la URSS, la fábrica de Yánguel se quedó en el país independiente de Ucrania. El lanzador Zenit es usado por el consorcio internacional Sea Launch, siendo una fuente de ingresos importante para el país.

## Honores
Varios lugares han sido bautizados en su honor:
- Una calle en el vecindario de Chertánovo en Moscú.
- Una calle en Kiev.
- La estación Úlitsa Akadémika Yánguelya de la Línea 9 del metro moscovita.
- El cráter lunar Yangel' lleva este nombre en su memoria.[1]
- El asteroide (3039) Yangel también conmemora su nombre.[2]